# Monica Rahanitraniriana
Monica Rahanitraniriana (* 13. September 1970) ist eine ehemalige madagassische Leichtathletin, die sich auf den Sprint spezialisiert hat.

## Sportliche Laufbahn
Erste internationale Erfahrungen sammelte Monica Rahanitraniriana vermutlich im Jahr 1988, als sie bei den Juniorenweltmeisterschaften in Greater Sudbury mit 12,55 s in der ersten Runde im 100-Meter-Lauf ausschied. 1992 gewann sie bei den Afrikameisterschaften in Belle Vue Maurel in 45,38 s gemeinsam mit Hanitriniaina Rakotondrabé, Nicole Ramalalanirina und Lalao Ravaonirina die Bronzemedaille mit der madagassischen 4-mal-100-Meter-Staffel hinter den Teams aus Südafrika und Nigeria. 1994 gewann sie bei den Spielen der Frankophonie in Bondoufle mit der Staffel in 45,22 s die Bronzemedaille hinter den Teams aus Frankreich und Kanada. 1997 belegte sie in 54,12 s den sechsten Platz im 400-Meter-Lauf bei den Spielen der Frankophonie in Antananarivo und gewann mit der 4-mal-400-Meter-Staffel in 3:35,09 min die Bronzemedaille hinter den Teams aus Kamerun und Frankreich. 2000 nahm sie mit der 4-mal-100-Meter-Staffel an den Olympischen Sommerspielen in Sydney teil und schied dort mit 43,98 s im Halbfinale aus. 2003 bestritt sie auf Mauritius ihren letzten offiziellen Wettkampf und beendete daraufhin ihre aktive sportliche Laufbahn im Alter von 33 Jahren.
In den Jahren 1994 und 1995 wurde Rahanitraniriana madagassische Meisterin im 100-Meter-Lauf sowie 1996 und 1997 über 200 Meter.

## Persönliche Bestzeiten
- 100 Meter: 11,6 s, 1996
- 200 Meter: 24,15 s, 1997
- 400 Meter: 54,12 s, 4. September 1997 in Antananarivo